# L'aprenent de Pare Noel i el floc de neu màgic
L'aprenent de Pare Noel i el floc de neu màgic o La volva de neu màgica (títol original francès, L'Apprenti Père Noël et le flocon magique) és una pel·lícula de comèdia d'aventures nadalenca del 2013 realitzada per Gaumont Animation. Aquest llargmetratge d'animació va ser coproduït amb Snipple Animation i Dapaco Productions. Es tracta d'una seqüela de la pel·lícula d'animació del 2010 L'aprenent del Pare Noel. S'ha doblat al català oriental amb el títol de L'aprenent de Pare Noel i el floc de neu màgic, i al valencià per a À Punt amb el nom de La volva de neu màgica.